# Mylossoma
Genre
Mylossoma est un genre de poissons téléostéens de la famille des Serrasalmidae et de l'ordre des Characiformes.

## Liste d'espèces
Selon FishBase (26 juin 2015):
- Mylossoma acanthogaster (Valenciennes, 1850)
- Mylossoma aureum (Spix & Agassiz, 1829)
- Mylossoma duriventre (Cuvier, 1818)

## Galerie

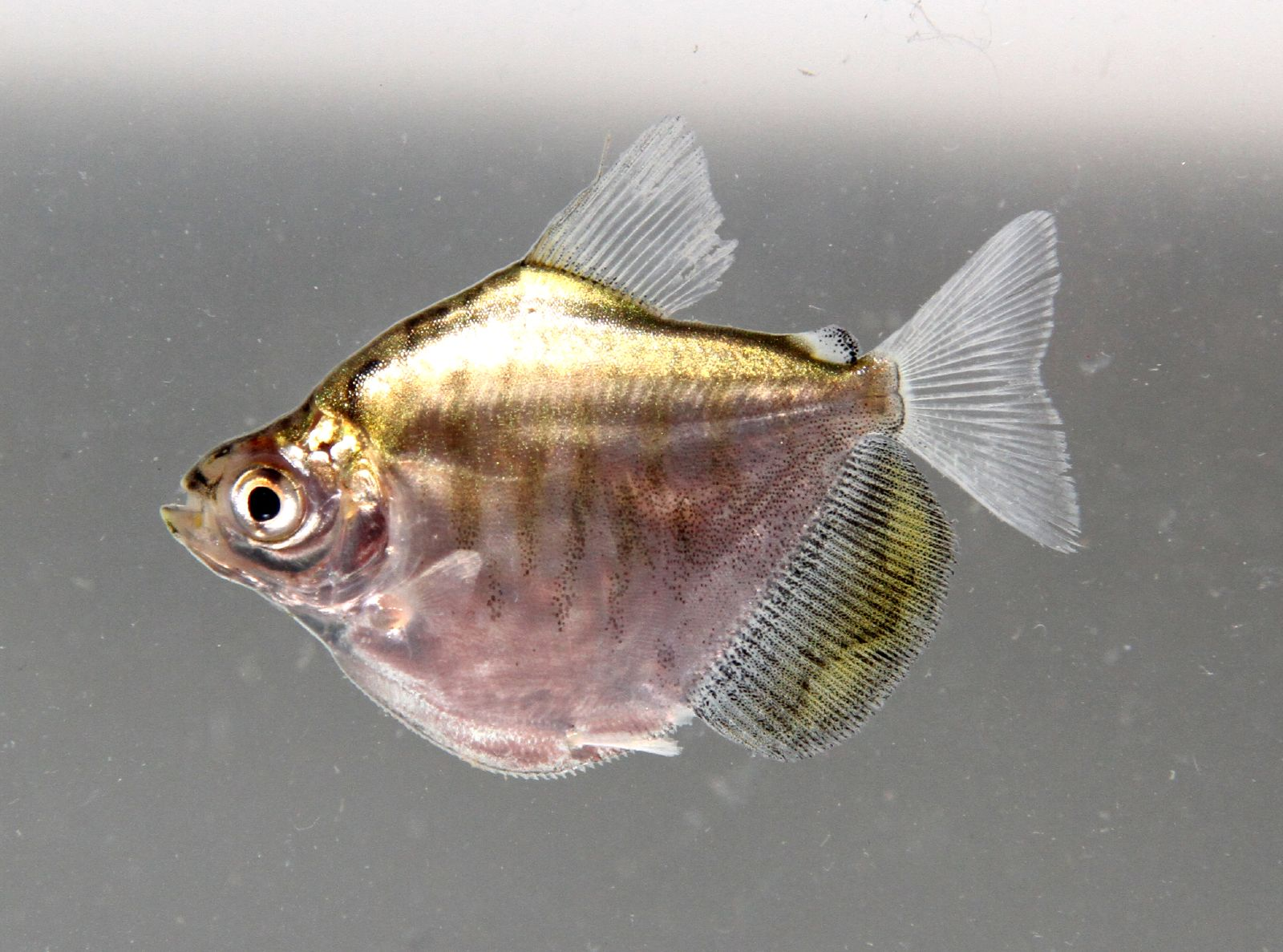
Mylossoma sp. (juvenile)